# Abakaliki
Abakaliki ist die Hauptstadt des nigerianischen Bundesstaates Ebonyi und liegt im Südosten von Nigeria, ca. 70 km ostsüdöstlich von Enugu am Schnittpunkt der Straßen von Enugu, Afikpo und Ogoja. Einer Berechnung von 2011 zufolge hat die Stadt 172.180 Einwohner.
Seit 1973 ist Abakaliki Sitz des römisch-katholischen Bistums Abakaliki, dessen Hauptkirche die St. Theresa’s Cathedral ist.

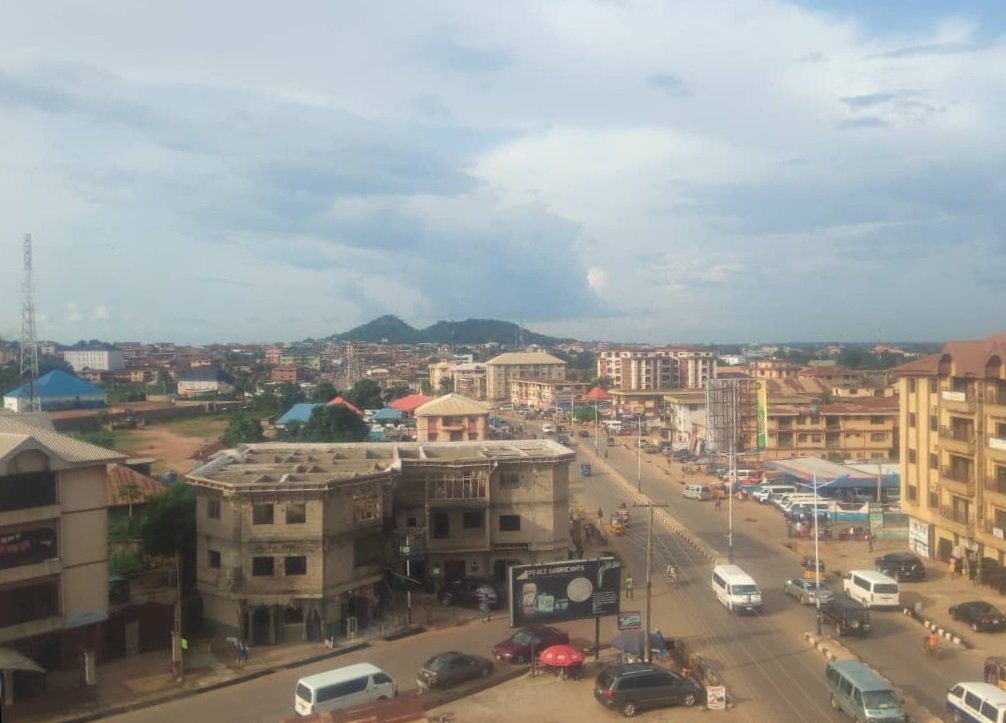
Abakalikis, Zentrum

Abakaliki ist Sitz einer 1996 gegründeten Universität. Landwirtschaftliche Produkte, die in der Stadt gehandelt werden, sind Yams, Maniok, Reis und Palmöl. In großen staatlichen Zuchtbetrieben werden Eier und Geflügel produziert. In der Umgebung von Abakaliki finden sich Vorkommen von Kalkstein, Blei und Zink. Blei wurde bereits in vorkolonialer Zeit abgebaut und der Kalkstein wird für eine Zementfabrik in Nkalagu, etwa 35 km nordwestlich von Abakaliki, gefördert. Der Guineawurm, für dessen starke Verbreitung Abakaliki früher bekannt war, wird seit den 1980er Jahren erfolgreich bekämpft.
Abakaliki und seine östliche Umgebung bilden eines der 13 „Local Government Areas“ (LGA) des Bundesstaates Ebonyi mit einer Fläche von 584,09 km². Bei der vorletzten Volkszählung 1991 hatte die LGA 133.065 Einwohner und damit eine Bevölkerungsdichte von 228 Einwohnern je km². In der Stadt selbst wurden 83.651 Einwohner gezählt. Die Mehrheit gehört dem Volk der Igbo an.